# Лозова вулиця (Київ, Ленінградський район)
Лозова́ ву́лиця — зникла вулиця, що існувала у Ленінградському районі (нині — Святошинський) міста Києва, село Микільська Борщагівка. Проходила від Тепличної вулиці.

## Історія
Вулиця виникла в 1-й половині XX століття, мала назву Садова. Назву Лозова вулиця набула 1974 року.
Ліквідована у 1980-х роках. Фактично мала вигляд незабудованого тупикового відгалуження від Тепличної вулиці, що прямувало до озера. Нині місце колишньої вулиці зайняте городами мешканців Михайлівської Борщагівки.